# Paraisanthus tamarae
Paraisanthus tamarae is een zeeanemonensoort uit de familie Isanthidae.
Paraisanthus tamarae is voor het eerst wetenschappelijk beschreven door Sanamyan & Sanamyan in 1998.